# Peter Åslin
Karl Peter Åslin (* 21. September 1962 in Norrtälje; † 19. Januar 2012 in Leksand) war ein schwedischer Eishockeytorwart, der in seiner aktiven Zeit von 1976 bis 1999 unter anderem für AIK Solna, Leksands IF und HV71 in der Elitserien gespielt hat. Sein Sohn David Åslin ist ebenfalls ein professioneller Eishockeyspieler. 

## Karriere
Peter Åslin begann seine Karriere als Eishockeyspieler in seiner Heimatstadt in der Nachwuchsabteilung des Norrtälje IK, für dessen Seniorenmannschaft er von 1976 bis 1979 in der zu diesem Zeitpunkt noch drittklassigen Division 2 aktiv war. Anschließend wechselte der Torwart in die Nachwuchsabteilung von AIK Solna, für dessen Profimannschaft er von 1980 bis 1984 in der Elitserien, der höchsten schwedischen Spielklasse, auflief. Mit AIK gewann er in den Spielzeiten 1981/82 und 1983/84 jeweils den schwedischen Meistertitel. Darüber hinaus wurde er mit dem Team in der Saison 1980/81 Vizemeister. Zur Saison 1984/85 schloss er sich dem Mora IK aus der damals noch zweitklassigen Division 1 an. 
Von 1985 bis 1990 spielte Åslin für Leksands IF, mit dem er in der Saison 1988/89 ebenfalls Vizemeister wurde. Anschließend verbrachte er ebenfalls fünf Jahre bei HV71, mit dem er in der Saison 1994/95 zum insgesamt dritten Mal in seiner Laufbahn Schwedischer Meister wurde. Zur Saison 1995/96 kehrte er zu seinem Heimatverein Norrtälje IK in die damals viertklassige Division 3 zurück. Die Saison 1996/97 überbrückte er in Deutschland in der damals zweitklassigen 1. Liga Nord beim ETC Timmendorfer Strand. In der folgenden Spielzeit stand er noch einmal für Leksands IF in der Elitserien zwischen den Pfosten. Zuletzt verbrachte er die Saison 1998/99 bei Kärpät Oulu aus der finnischen SM-liiga sowie bei den London Knights aus der britischen Ice Hockey Superleague. Anschließend beendete seine Karriere im Alter von 37 Jahren. 

### International
Für Schweden nahm Åslin im Juniorenbereich an der U18-Junioren-Europameisterschaft 1980 sowie den U20-Junioren-Weltmeisterschaften 1980, 1981 und 1982 teil. Bei der U18-EM 1980 und der U20-WM des gleichen Jahres gewann er mit seiner Mannschaft jeweils die Bronze-, bei der U20-WM 1981 die Goldmedaille. 
Im Seniorenbereich stand er im Aufgebot seines Landes bei den Weltmeisterschaften 1986, 1989, 1990, 1992 und 1993 sowie den Olympischen Winterspielen 1988 in Calgary. Bei Weltmeisterschaften gewann er mit Schweden eine Gold- und drei Silbermedaillen, bei den Olympischen Winterspielen 1988 die Bronzemedaille.

## Erfolge und Auszeichnungen
| - 1981 Schwedischer Vizemeister mit AIK Solna - 1982 Schwedischer Meister mit AIK Solna - 1984 Schwedischer Meister mit AIK Solna | - 1989 Schwedischer Vizemeister mit Leksands IF - 1995 Schwedischer Meister mit HV71 |

### International
| - 1980 Bronzemedaille bei der U18-Junioren-Europameisterschaft - 1980 Bronzemedaille bei der U20-Junioren-Weltmeisterschaft - 1981 Goldmedaille bei der U20-Junioren-Weltmeisterschaft - 1986 Silbermedaille bei der Weltmeisterschaft | - 1988 Bronzemedaille bei den Olympischen Winterspielen - 1990 Silbermedaille bei der Weltmeisterschaft - 1992 Goldmedaille bei der Weltmeisterschaft - 1993 Silbermedaille bei der Weltmeisterschaft |